# Ten Mile Lake (Great Northern Peninsula)
Ten Mile Lake is een meer van 31,5 km² in de Canadese provincie Newfoundland en Labrador. Het meer bevindt zich in het noorden van het Great Northern Peninsula, in het uiterste noorden van het eiland Newfoundland. Ten Mile Lake heeft een bijzonder langwerpige vorm en dankt zijn naam aan zijn lengte, die ruim tien mijl bedraagt.

## Geografie

### Beschrijving
De precieze lengte van Ten Mile Lake bedraagt 17,8 km, oftewel ruim 11 mijl. Het meer is daarentegen, op het meest noordelijke deel na, vrijwel nergens meer dan 2 km breed. Het volgt een zuidwest-noordoostas, parallel met de kust van de Saint Lawrencebaai (die 10 km westelijker ligt).
Ten Mile Lake kent drie zeer nauwe punten, waardoor het als het ware in vier secties onderverdeeld is. De zuidwestelijke sectie is de smalste van de vier, met een breedte van gemiddeld ongeveer anderhalve kilometer. Ruim 5,5 km voorbij het zuidelijkste punt zijn er twee smalle, naar elkaar toe lopende landtongen waardoor het meer plots versmalt tot een breedte van 110 meter. Na opnieuw meer dan 2 km breed te worden, versmalt Ten Mile Lake 3,3 km verder noordoostwaarts opnieuw tot een breedte van amper 600 meter. Op 13,7 km van het zuidelijkste punt is er een derde versmalling, alwaar Ten Mile Lake slechts 650 meter breed is. Ten noordoosten van dat punt ligt de noordelijkste sectie van het meer, die bij verre het breedst is (met een breedte van maximaal 4,3 km).

### Omliggend water
Onmiddellijk ten oosten van het noordelijke gedeelte van Ten Mile Lake ligt Round Lake, een meer van ongeveer 15,5 km² dat afwatert in Ten Mile Lake. Ook in het uiterste zuiden ligt een langwerpig meertje (1,1 km²) dat in Ten Mile Lake afwatert. 
Ten Mile Lake watert in het westzuidwesten zelf af via de Ste. Genevieve, een rivier die uitmondt in Ste. Genevieve Bay.

## Faciliteiten
Het meest zuidelijke gedeelte van het meer wordt aangedaan door Route 432 en enkele doodlopende zijbaantjes ervan. In die omgeving bevinden zich ook enkele beperkte faciliteiten om vissers- of plezierbootjes aan te meren. Gelijkaardige faciliteiten voor vissers bestaan bij de uitstroom van de Ste. Genevieve, al zijn deze enkel via het water bereikbaar.